# Hippocamp (vệ tinh)
Hippocamp, tên cũ là S/2004 N 1 là một vệ tinh nhỏ của sao Hải Vương được phát hiện vào năm 2013. Vì rất nhỏ nên nó không được tàu vũ trụ Voyager 2 quan sát thấy trong năm 1989. Mark Showalter của Viện SETI phát hiện ra nó vào tháng 7 năm 2013 bằng cách phân tích hình ảnh lưu trữ của Sao Hải Vương được thực hiện bởi Kính viễn vọng không gian Hubble 2004-2009. Hippocamp quay một vòng quanh Sao Hải Vương mỗi 22 giờ và 28,1 phút.

## Khám phá
Mark Showalter đã phát hiện ra Hippocamp vào ngày 1 tháng 7 năm 2013 trong khi kiểm tra các hình ảnh của Kính viễn vọng Không gian Hubble (HST). Từ năm 2009, ông đã sử dụng một kỹ thuật tương tự như xoay để bù cho chuyển động quỹ đạo và cho phép xếp chồng nhiều hình ảnh để làm nổi bật các chi tiết mờ. Sau khi quyết định mở rộng khu vực tìm kiếm ra ngoài bán kính, ông đã tìm thấy một "chấm nhỏ khá rõ ràng" đại diện cho vệ tinh mới. Sau đó, ông đã tìm thấy nó nhiều lần trong các hình ảnh khác được lưu trữ từ năm 2004. Voyager 2, đã quan sát tất cả các vệ tinh bên trong khác của sao Hải Vương, đã không phát hiện ra nó trong chuyến bay năm 1989 do độ mờ của nó. Nếu những hình ảnh liên quan đã có sẵn cho công chúng từ lâu, phát hiện này có thể được thực hiện bởi bất kỳ ai.
Hippocamp là vệ tinh đầu tiên của sao Hải Vương được phát hiện kể từ tháng 9 năm 2003, khi Psamathe được phát hiện.

## Đặc điểmvật lý

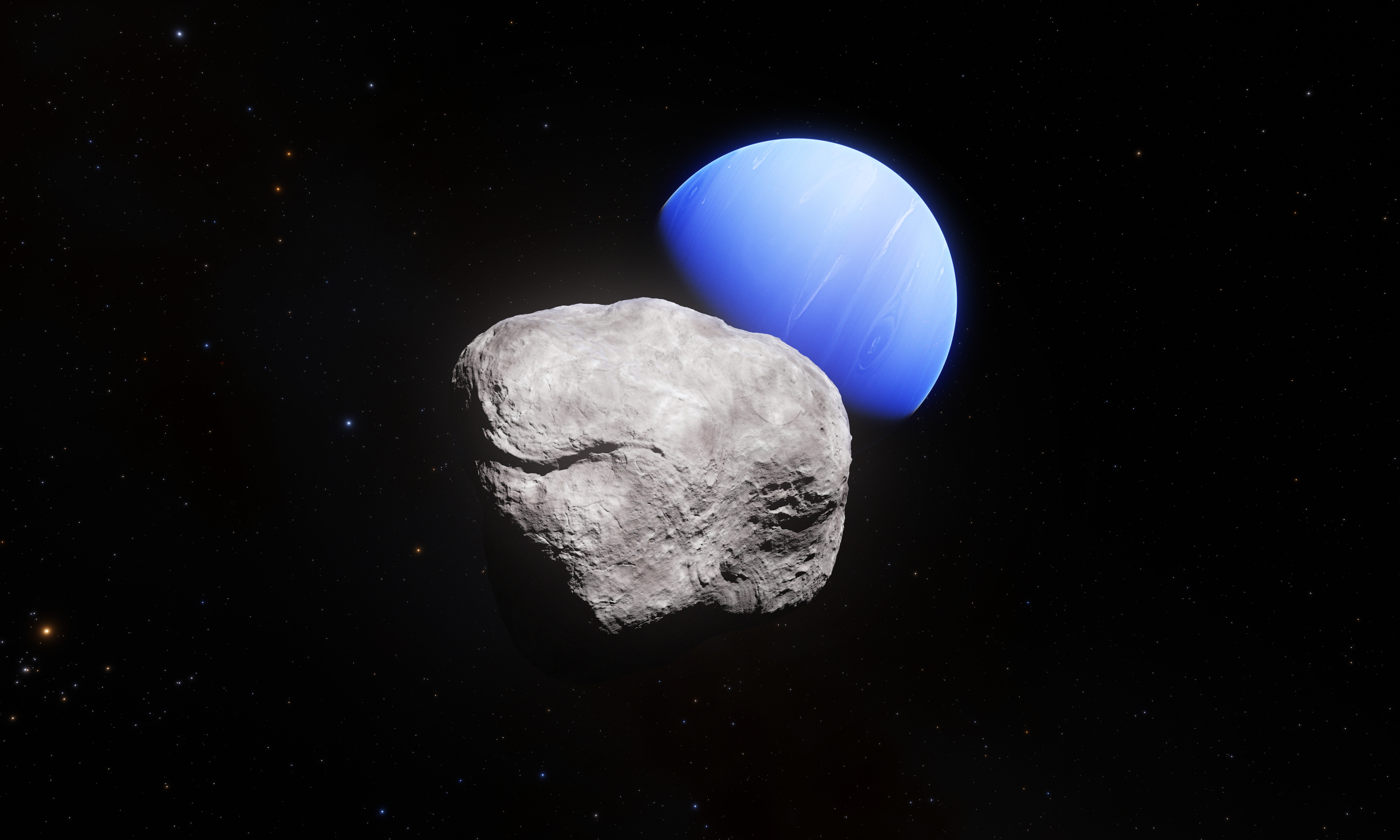
Sao Hải Vương và vệ tinh nhỏ nhất của nó, Hippocamp (ấn tượng của hoạ sĩ).

Hippocamp được cho là giống với các vệ tinh bên trong khác của sao Hải Vương trong việc có bề mặt tối như "nhựa đường bẩn". Các suất phản chiếu hình học của chúng nằm trong khoảng từ 0,07 đến 0,10. Bắt nguồn từ cường độ rõ ràng 26,5 của Hippocamp, đường kính của nó ban đầu được cho là khoảng 16 đến 20 km, khiến nó trở thành vệ tinh nhỏ nhất được biết đến của sao Hải Vương. Các quan sát gần đây hơn về các vệ tinh của sao Hải Vương đã chỉ ra rằng Hippocamp lớn gần gấp đôi so với suy nghĩ trước đây, cho nó đường kính là 34,8 km. Tuy nhiên, nó vẫn còn ở một biên độ rộng nhỏ nhất trong số các vệ tinh trong vành đai của sao Hải Vương.

## Đặc điểmquỹ đạo

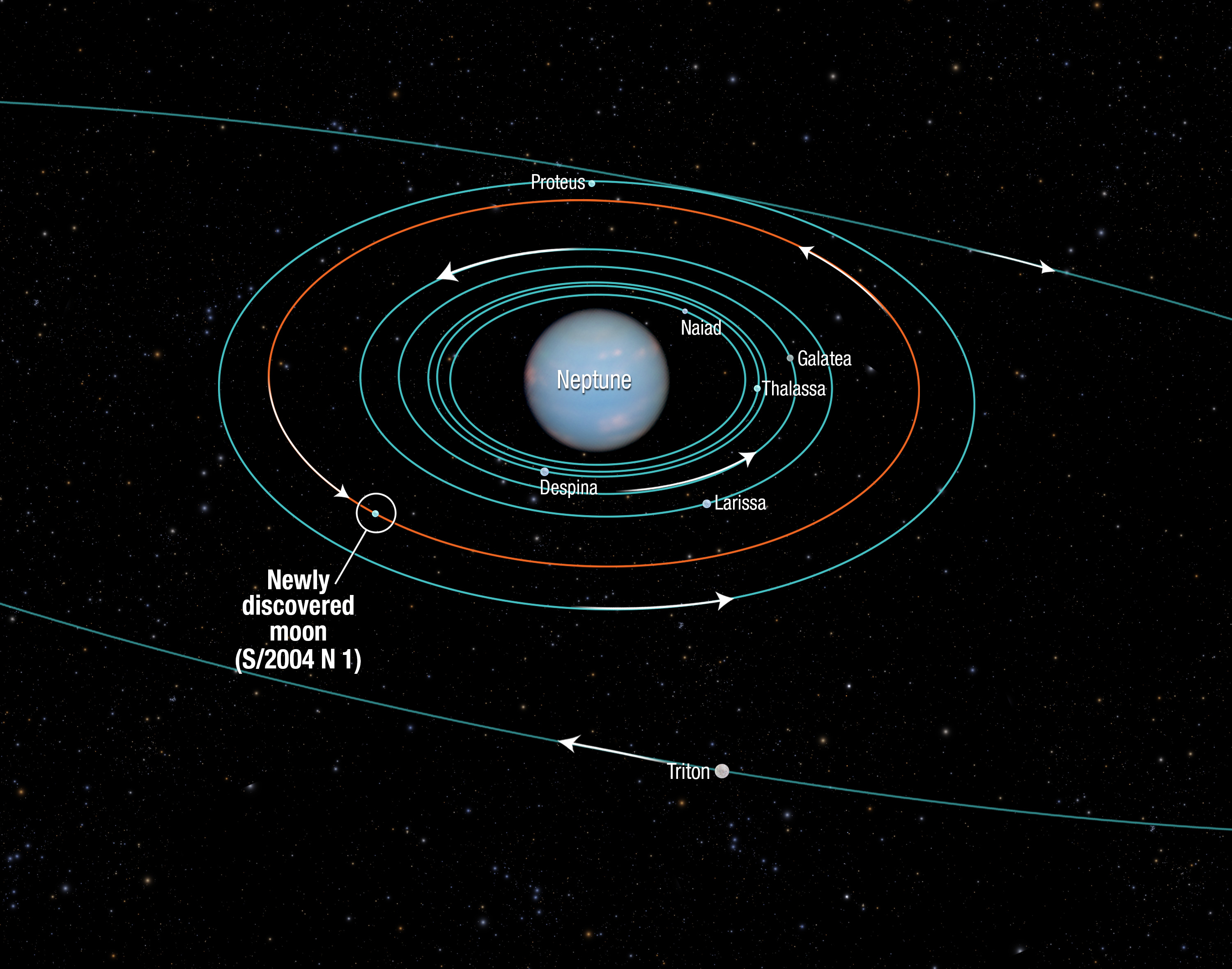
Quỹ đạo của Hippocamp và các vệ tinh vòng trong khác của Sao Hải Vương.

Hippocamp hoàn thành một quỹ đạo quanh sao Hải Vương cứ sau 22 giờ và 28,1 phút (0,9362 ngày), ngụ ý một bán trục lớn, hoặc khoảng cách quỹ đạo là 105.283 km (65.420 dặm), chỉ bằng một phần tư Mặt Trăng của Trái Đất và khoảng hai lần bán kính trung bình của các vành đai của Sao Hải Vương. Cả độ nghiêng và độ lệch tâm của nó đều gần bằng không. Nó quay quanh giữa Larissa và Proteus, khiến nó trở thành vệ tinh ngoài cùng thứ hai trong số các vệ tinh thông thường của sao Hải Vương. Kích thước nhỏ của nó tại vị trí này chạy ngược lại xu hướng giữa các vệ tinh thông thường khác của sao Hải Vương có đường kính ngày càng tăng với khoảng cách ngày càng tăng so với sơ cấp.
Các giai đoạn của Larissa và Hippocamp nằm trong khoảng một phần trăm của cộng hưởng quỹ đạo 3:5, trong khi Hippocamp và Proteus nằm trong 0,1% của cộng hưởng 5:6. Larissa và Proteus được cho là đã vượt qua 1:2 cộng hưởng chuyển động trung bình vài trăm triệu năm trước. Proteus và Hippocamp đã rời khỏi Larissa kể từ đó bởi vì hai cái trước nằm ngoài quỹ đạo đồng bộ của sao Hải Vương (chu kỳ tự quay của Sao Hải Vương là 0,6713 ngày) và do đó được tăng tốc theo chiều dọc, trong khi đó, Larissa đang ở trong và đang bị giảm tốc độ.